# ワンゲイ・ドルジ
ワンゲイ・ドルジ（Wangay Dorji 、1974年1月9日 - ）は、ブータン出身のサッカー選手。ポジションはフォワード。
2002年6月30日に行われたアザー・ファイナルのモントセラト代表との試合にブータン代表のキャプテンとして出場し、4分、66分、78分にシュートを決め、ハットトリックを記録した。試合はブータンが4-0で勝利した。